# Salmo 28
Il salmo 28 (27 secondo la numerazione greca) costituisce il ventottesimo capitolo del Libro dei salmi.
È tradizionalmente attribuito al re Davide. È utilizzato dalla Chiesa cattolica nella liturgia delle ore.